# Merodon aberrans
Merodon aberrans là một loài ruồi trong họ Ruồi giả ong (Syrphidae). Loài này được Egger mô tả khoa học đầu tiên năm 1860. Merodon aberrans phân bố ở vùng Cổ Bắc giới